# Desis japonica
Desis japonica är en spindelart som beskrevs av Takeo Yaginuma 1956. Desis japonica ingår i släktet Desis och familjen Desidae. Inga underarter finns listade i Catalogue of Life.